# Stanley Mason
 (décembre 2017).
Si vous disposez d'ouvrages ou d'articles de référence ou si vous connaissez des sites web de qualité traitant du thème abordé ici, merci de compléter l'article en donnant les références utiles à sa vérifiabilité et en les liant à la section « Notes et références ».
Pour les articles homonymes, voir Mason.
Stanley-Georges Mason était un professeur, chimiste et physicien québécois né le 20 mars 1914 à Montréal et décédé le 21 avril 1987 à Grand-Mère.
Il est considéré par de nombreux chercheurs du monde entier comme le fondateur de la microrhéologie. 
Il a mené une double carrière de chercheur à l'institut canadien de recherches sur les pâtes et papiers et de professeur au département de chimie de l'université McGill. 

## Distinctions
- 1950 - Membre de la Société royale du Canada
- 1967 - Prix Kendall Company de l'American Chemical Society
- 1969 - Prix Anselme-Payen de l'American Chemical Society
- 1969 - Médaille Bingham de la Society of Rheology américaine
- 1973 - Médaille de l'Institut de chimie du Canada
- 1980 - Médaille Howard N. Potts du Franklin Institute
- 1984 - Distinguished Member de l'International Society of Biorheology
- 1985 - Professeur émérite de l'université McGill
- 1986 - Prix Marie-Victorin